# 2,3-丁二胺
2,3-丁二胺（1,2-二甲基乙二胺）是一种有机化合物，化学式为C4H12N2。它可以作为配体和金属形成配合物。

## 合成与反应
2,3-丁二胺可由2-乙氧基-4,5-二氢-4,5-二甲基咪唑和氢氧化钡反应得到的。
它和二硫化碳、氢氧化钾反应，可以得到N,N'-二(二硫代羧基)-2,3-丁二胺的二钾盐。